# Província de Fergana
La província de Fergana és una de les províncies de l'Uzbekistan, situada a la part sud de la vall de Fergana, a l'extrem est del país. Limita amb les províncies uzbekes de Namangan i Andijan, així com amb el Kirguizistan (províncies de Batkén i Oix) i el Tadjikistan (província de Sughd). La seva capital és la ciutat de Fergana i ocupa una superfície de 6.760 km2.

## Divisió administrativa

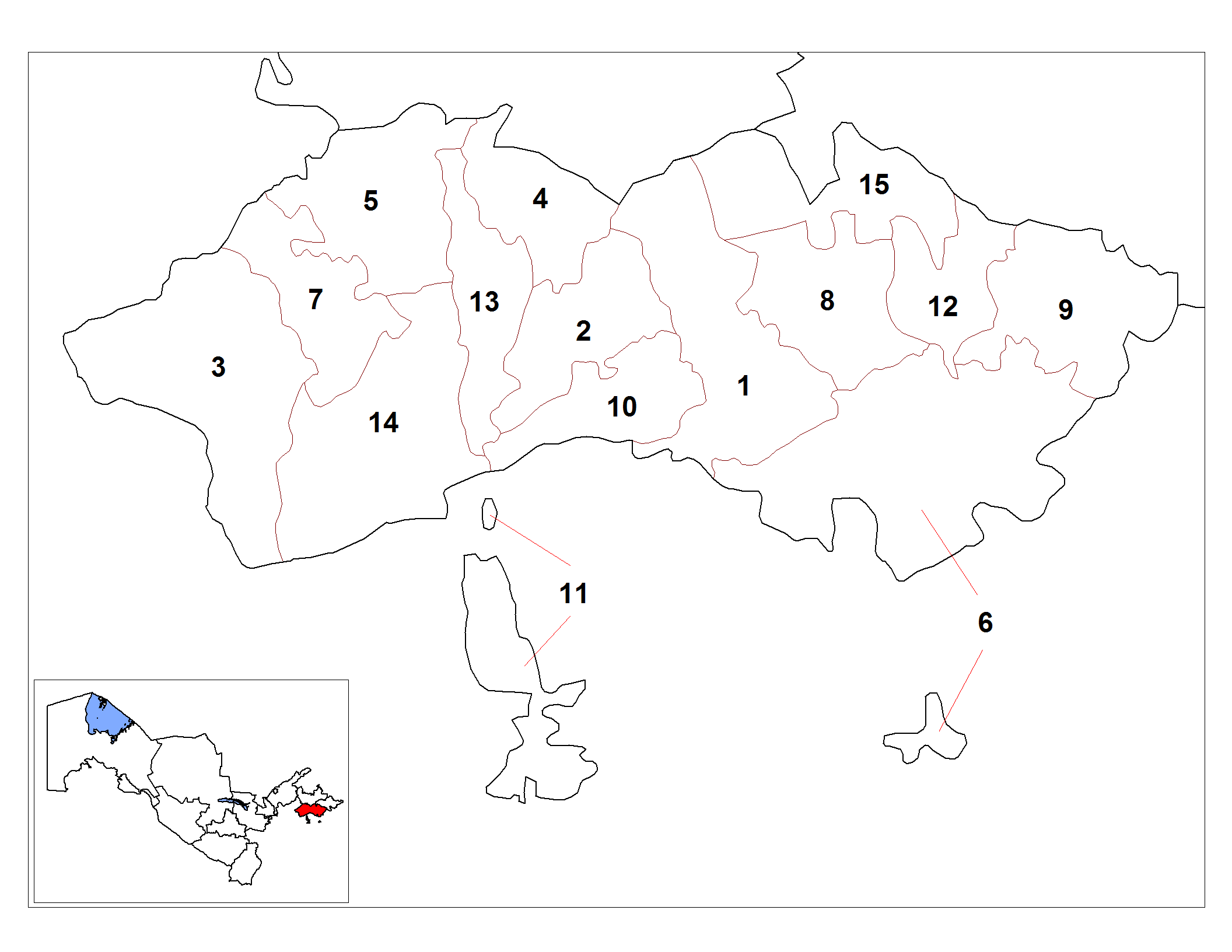
Districtes de Fergana

La província de Fergana consta de 15 districtes i quatre ciutats a nivell de districte: Fergana, Kokand, Quvasoy i Margilan.
|    | Nom del districte      | Capital    |
| -- | ---------------------- | ---------- |
| 1  | Districte d'Oltiariq   | Oltiariq   |
| 2  | Districte de Bagʻdod   | Bagʻdod    |
| 3  | Districte de Beshariq  | Beshariq   |
| 4  | Districte de Buvayda   | Ibrat      |
| 5  | Districte de Dangʻara  | Dangʻara   |
| 6  | Districte de Fergana   | Chimyon    |
| 7  | Districte de Furqat    | Navbahor   |
| 8  | Districte de Qoʻshtepa | Langar     |
| 9  | Districte de Quva      | Quva       |
| 10 | Districte de Rishton   | Rishton    |
| 11 | Districte de Soʻx      | Ravon      |
| 12 | Districte de Toshloq   | Toshloq    |
| 13 | Districte d'Uchkoʻprik | Uchkoʻprik |
| 14 | Districte d'Uzbekistan | Jaypan     |
| 15 | Districte de Yozyovon  | Yozyovon   |

Hi ha 9 ciutats (Fergana, Margilan, Quvasoy, Kokand, Tinchlik, Beshariq, Quva, Rishton, Yaypan) i 197 assentaments de tipus urbà a la regió de Fergana. La província de Fergana té un clima típicament continental amb diferències extremes entre les temperatures d'hivern i d'estiu.
L'agricultura és la principal activitat econòmica de la regió, principalment el cotó de regadiu, la sericicultura, l'horticultura i el vi. La ramaderia es concentra en la producció de carn i llet. Els recursos naturals inclouen jaciments de petroli, argiles ceràmiques i materials de construcció. La indústria es basa principalment en la refinació del petroli, la producció de fertilitzants i productes químics, el tèxtil de la seda, la indústria lleugera i de confecció. La zona també és un centre per a la producció d'artesania tradicional uzbeka, especialment la terrissa.